# 文化遺產保護委員會
加泰罗尼亚文化遗产保护委员会（加泰罗尼亚语：Òmnium Cultural，加泰隆尼亞語發音：[ˈɔmni.um kultuˈɾal]），简称文化遗产保护委员会，是一家总部位于西班牙加泰罗尼亚巴塞罗那的加泰罗尼亚组织。它最初创建于1960年代，目的是推广加泰罗尼亚语并传播和维护加泰罗尼亚文化。多年来，委员会参与到广泛的社会问题之中；2012年，该委员会致力于加泰罗尼亚独立，特别要求加泰罗尼亚拥有民族自决权。目前，委员会在除巴塞罗那总部以外的40个地区的办事处拥有超过145,000名会员。

## 历史
委员会于1961年7月11日在西班牙佛朗哥统治的背景下创立，当时禁止加泰罗尼亚语在政府机构中使用。1963年，佛朗哥当局关闭了该委员会。在1963年至1967年之间，委员会继续作为秘密组织存在。1967年，在佛朗哥政府法院经过长期的法律诉讼之后，委员会赢得诉讼，重新获得了官方授权。
为了在法西斯主义统治下的西班牙内推广加泰罗尼亚文化，委员会是加泰罗尼亚语地区的各种奖项和文学大赛的主要创作者和赞助商，例如加泰罗尼亚荣誉勋章（Premi d'Honor de les Lletres Catalanes，1969年）。在1970年代初期，它建立了加泰罗尼亚文学节和艺术节，并颁发了三项大奖：Premi Sant Jordi（小说），Premi Mercè Rodoreda（短篇小说）和Premi Carles Riba（诗歌）。
1975年弗朗哥专政结束后，委员会继续开展促进加泰罗尼亚语传播和文化推广工作。在西班牙恢复民主之后，委员会就支持并捍卫加泰罗尼亚独立。委员会于1984年被加泰罗尼亚政府授予加泰罗尼亚圣乔治十字勋章，并于2009年被改组为公共利益组织。
西班牙宪法法院于2010年拒绝了新的《加泰罗尼亚自治条例》之后，在委员会组织的2010年加泰罗尼亚自治抗议活动中，有100万人在巴塞罗那游行，呼吁民族自决。包括委员会领导人在内的部分委员会成员因支持加泰罗尼亚独立运动被关入监狱。包括联合国人权事务高级专员办事处、世界禁止酷刑组织、前线捍卫者和国际民主律师协会在内的多家国际组织要求释放被捕的委员会成员。
2015年12月，霍尔迪·奎克萨尔特以绝大多数选票在选举中当选为委员会领导人，共有50,000名成员参加了选举。奎克萨尔特因参加抗议活动被捕后，委员会的最重要公众人物是发言人馬歇爾·毛里。

## 结构和资金
该委员会是加泰罗尼亚地区最大的组织机构之一，成员超过145,000人。委员会的总部位于巴塞罗那，并在其他40个地区设有办事处。委员会与在加泰罗尼亚语地区具有相同目标的其他组织合作。在2005年至2012年期间，委员会从加泰罗尼亚政府获得了多达1300万欧元的不同赠款，仅2012年就收到了140万欧元。而根据西班牙国民警卫队的数据，2018年委员会的预算中有98％来自私人捐款，并且没有收到与2017年加泰罗尼亚独立公投有关的加泰罗尼亚政府资金。委员会提供了144,404.12欧元的赠款，而2016年的总收入为440万欧元。
2015年11月，西班牙國家法院谴责委员会，因为委员会对个人数据的保管不充分，其数据被黑客窃取后被未经授权使用。这导致西班牙负责数据保护的机构处以200,000欧元的罚款。